# Odontesthes bicudo
Odontesthes bicudo es una especie de agua dulce del género de peces Odontesthes, de la familia Atherinopsidae en el orden Atheriniformes. Habita en aguas del nordeste del Cono Sur de América del Sur, y es denominada comúnmente pejerrey. Posee una carne sabrosa, por lo que es buscado por los pescadores deportivos. Esta especie alcanza los 20,5 cm de largo total.

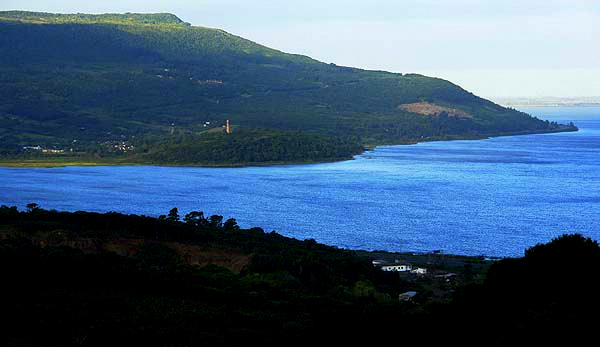
Laguna dos Barros, próxima a la ciudad de Osório; ejemplo del hábitat de esta especie.

## Distribución y hábitat
Odontesthes bicudo habita en lagunas de agua dulce templado-cálidas en el noreste del estado de Río Grande del Sur, en el sur de Brasil. Es endémico de lagunas parcialmente aisladas, próximas a la ciudad de Osório, semi-interconectadas con la cuenca del río Tramandaí, hacia aguas salobres de la zona estuarina.

## Taxonomía
Esta especie fue descrita originalmente en el año 2002 por los ictiólogos Luiz Roberto Malabarba y Brian Spencer Dyer Hopwood.